# كارلوس الرابع
الملك كارلوس الرابع (بالإسبانية: Carlos IV de España) كان ملك إسبانيا في الفترة الممتدة من 14 ديسمبر 1788 إلى 19 مارس 1808. ابن الملك كارلوس الثالث ملك أسبانيا وصقلية ونابولى ودوق بارما وماري أميلي السكسونية. ولد في 11 نوفمبر 1748 في بورتيشي (إيطاليا) وتوفي في روما في 20 يناير 1819 (70 سنة).
وتزوج من ملكة أسبانيا ماريا لويسا دي بارما بنت دوق بارما فيليب بن الملك فيليب الخامس ملك أسبانيا و صقلية ونابولى وسردينيا ودوق لوكسمبورغ وشقيق ملك الصقليتين فرديناند الأول ,، وأبو ملكة الصقليتين ماريا إيزابيل وأبو ملكة البرتغال كارلوتا خواكينا  زوجة حفيد خالته ملك البرتغال جواو السادس.وزوجته ابن أخيه ملك الصقليتين فرانشيسكو الأول بن ملك الصقليتين فرديناند الأول وجد ملك الصقليتين فرديناندو الثانى.

## النشأة
كان تشارلز الابن الثاني لتشارلز الثالث وزوجته ماريا أماليا من ساكسونيا. وُلد في نابولي (11 نوفمبر 1748)، بينما كان والده ملك نابولي وصقلية. تنازل شقيقه الأكبر، دون فيليبي، عن العرش، بسبب إعاقته في التعلم والصرع. في نابولي وصقلية، أُشير إلى تشارلز على أنه أمير تارانتو. أُطلق عليه اسم (الصياد)، بسبب تفضيله للرياضة والصيد، بدلاً من التعامل مع شؤون الدولة. كان الكثيرون يعتبرون تشارلز ودودًا، لكن ضحل التفكير.

## المنطقة
في عام 1788، توفي تشارلز الثالث وتولى تشارلز الرابع العرش، وحكم على مدى العقدين التاليين. على الرغم من أنه كان لديه إيمان عميق بقدسية النظام الملكي، واستمر في الظهور بمظهر الملك القوي، تشارلز، لم يأخذ أكثر من دور سلبي في حكومته. تُركت شؤون الحكومة لزوجته، ماريا لويزا، والرجل الذي عينه الوزير الأول، مانويل دي جودوي. انشغل تشارلز بالصيد في الفترة التي شهدت اندلاع الثورة الفرنسية، وإعدام قريبه من بوربون لويس السادس عشر ملك فرنسا وملكته ماري أنطوانيت وصعود نابليون بونابرت. أتت أفكار عصر التنوير إلى إسبانيا مع انضمام أول بوربون إسباني، كان تشارلز الثالث، والد فيليب الخامس تشارلز الرابع، قد انتهج سياسة إصلاح نشطة سعت إلى تنشيط إسبانيا سياسياً واقتصادياً وجعل الإمبراطورية الإسبانية أكثر قرباً. كان تشارلز الثالث ملكًا نشطًا وعاملاً مع وزراء من ذوي الخبرة للمساعدة في اتخاذ القرارات. على العكس من ذلك، كان تشارلز الرابع ملكًا لا يفعل شيئًا، وله زوجة مستبدة ووزير عديم الخبرة ولكن طموح، جودوي. وهذا أكسب النظام الملكي مزيدًا من العزلة عن الرعايا.
عند صعوده إلى العرش، كان تشارلز الرابع ينوي الحفاظ على سياسات والده، واحتفظ برئيس وزرائه، كونت فلوريدابلانكا، في منصبه. تجنب فلوريدابلانكا الحرب مع بريطانيا العظمى في أزمة نوتكا، حيث كان من الممكن أن يؤدي نزاع تجاري وملاحي صغير قبالة الساحل الغربي لجزيرة فانكوفر في عام 1789 إلى صراع كبير. كان بإمكان إسبانيا الاعتماد على حليفها الفرنسي في دعمها لبريطانيا، لكن فلوريدابلانكا فضّل التفاوض مع بريطانيا وتجنب الانجرار إلى السياسة الفرنسية عند اندلاع الثورة. في عام 1792، أطاح الأعداء السياسيون والشخصيون بفلوريدابلانكا، وأخذ مكانه كونت أراندا. ومع ذلك، في أعقاب الحرب ضد فرنسا الجمهورية، استُبدل كونت أراندا ذو الميول الليبرالية بمانويل دي جودوي، وهو المفضل لدى الملكة ويعتقد على نطاق واسع أنه عشيقها، الذي تمتع بتأييد دائم من الملك.
في ظل حكم تشارلز الرابع، استمر إرسال البعثات العلمية، والتي أذن تشارلز الثالث ببعض منها في البداية. مُوّلت البعثة الملكية إلى غرناطة الجديدة (1783-1816)، والبعثة الملكية إلى إسبانيا الجديدة (1787-1803) من قبل الملك. كانت بعثة مالاسبينا (1789–94) بعثة علمية مهمة برئاسة قائد البحرية الإسبانية أليخاندرو مالاسبينا، مع علماء الطبيعة ورسامي النباتات الذين جمعوا معلومات عن التاج الإسباني. صُرّح أيضًا بالبعثة الاستكشافية، والتي تهدف إلى تطعيم الأراضي الإسبانية في الخارج ضد الجدري. في عام 1799، أذن تشارلز الرابع للأرستقراطي البروسي والعالم ألكسندر فون همبولت بالسفر بحرية في أمريكا الإسبانية، مع تشجيع المسؤولين الملكيين على مساعدته في تحقيقه في المجالات الرئيسية للإمبراطورية الإسبانية.